# Falls Creek (Pennsilvània)
Falls Creek és una població dels Estats Units a l'estat de Pennsilvània. Segons el cens del 2000 tenia 983 habitants.

## Demografia
Segons el cens del 2000, Falls Creek tenia 983 habitants, 414 habitatges, i 274 famílies. La densitat de població era de 399,5 habitants per quilòmetre quadrat.
Dels 414 habitatges en un 26,1% hi vivien nens de menys de 18 anys, en un 55,6% hi vivien parelles casades, en un 7,2% dones solteres, i en un 33,8% no eren unitats familiars. En el 28,5% dels habitatges hi vivien persones soles el 12,6% de les quals corresponia a persones de 65 anys o més que vivien soles. El nombre mitjà de persones vivint en cada habitatge era de 2,37 i el nombre mitjà de persones que vivien en cada família era de 2,93.
Per edats la població es repartia de la següent manera: un 23,3% tenia menys de 18 anys, un 7,4% entre 18 i 24, un 28% entre 25 i 44, un 22,3% de 45 a 60 i un 19% 65 anys o més.
L'edat mediana era de 38 anys. Per cada 100 dones de 18 o més anys hi havia 97,9 homes.
La renda mediana per habitatge era de 30.455 $ i la renda mediana per família de 39.219 $. Els homes tenien una renda mediana de 33.417 $ mentre que les dones 19.732 $. La renda per capita de la població era de 16.410 $. Entorn del 7% de les famílies i el 9,5% de la població estaven per davall del llindar de pobresa.

## Poblacions més properes
El següent diagrama mostra les poblacions més properes.